# Marc Soler
Marc Soler Gimènez (født 22. november 1993 i Vilanova i la Geltru) er en spansk cykelrytter, der kører for UAE Team Emirates XRG.